# Mossagat

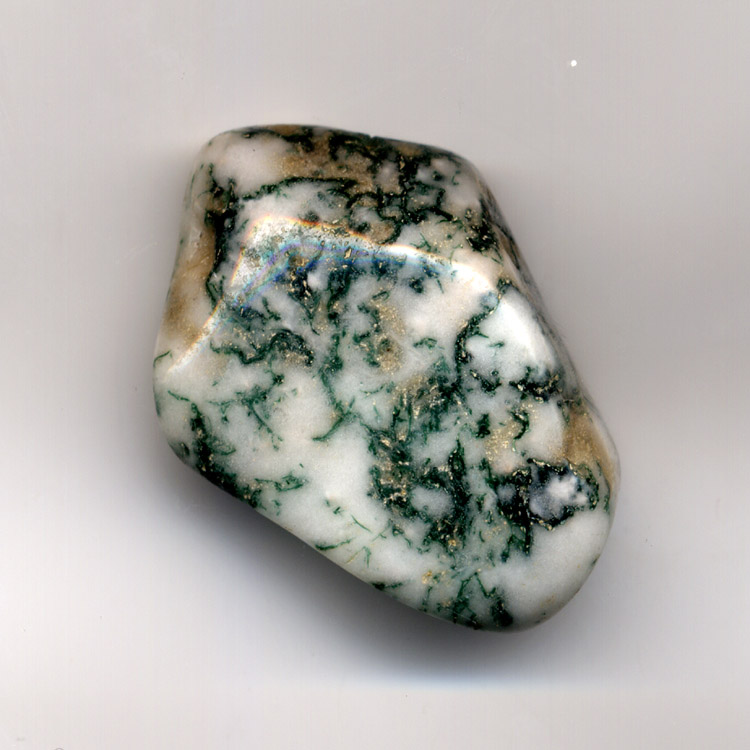
Mossagat

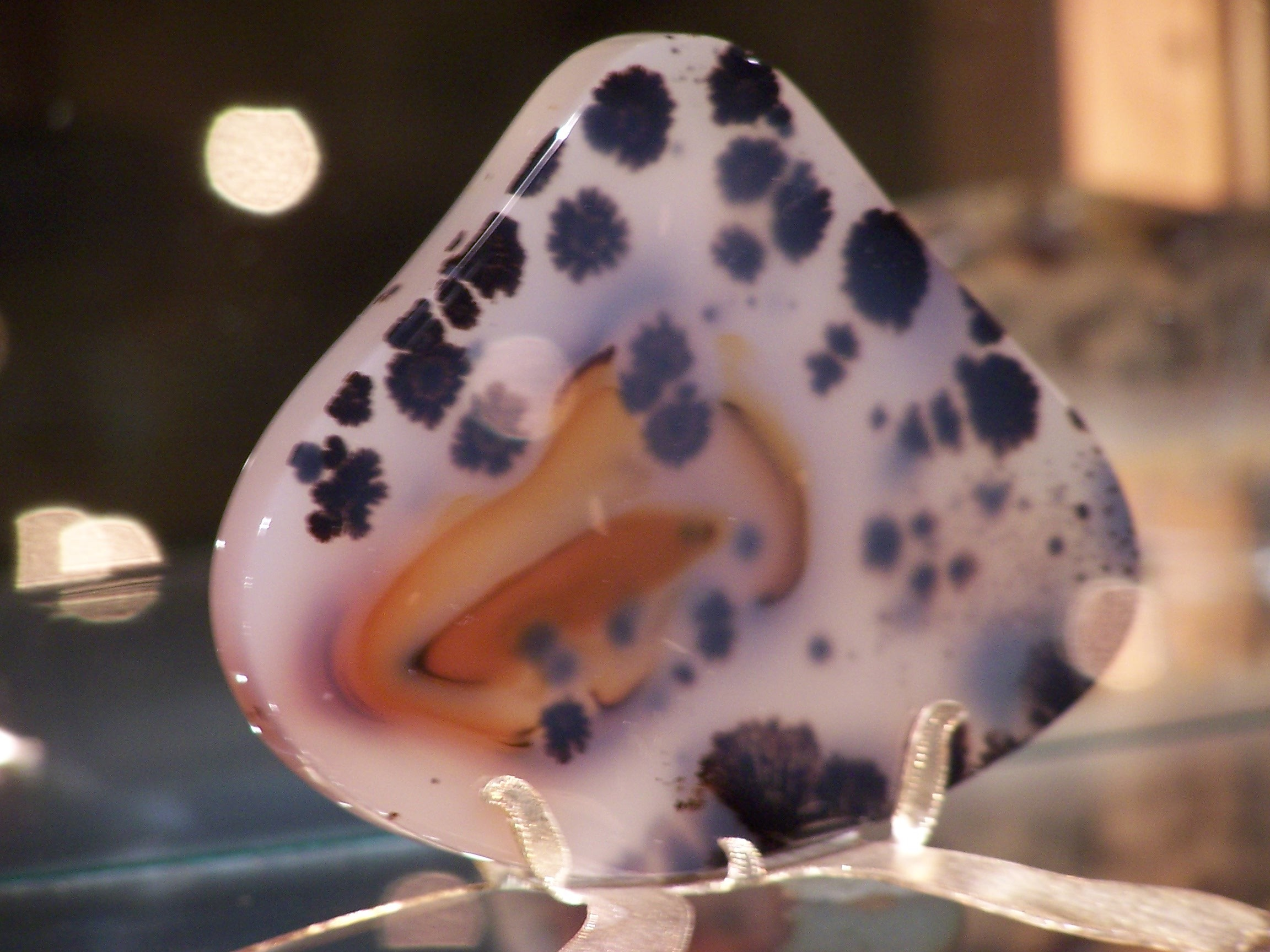
Mossagat från Montana, USA.

Mossagat är en variant av den vanliga agaten och består huvudsakligen av kiseldioxid, SiO2 med diverse inneslutningar, som ger färg och skapar mönster. Namnet har denna agatvariant fått därför att mönstret kan liknas vid en mossas utseende. 
Latinskt namn Agata muschiata. Ett alternativt namn på engelska är Mocha stone.
Hårdhet 7 i Mohs hårdhetsskala.
Densitet 2 580—2 640 kg/m3
Mossagaten finns i ett stort antal variationer, såväl till färgkombinationer som teckning.
Fyndorter
- Brasilien
- Indien
- Kina
- Sydafrika
- USA